# Kerstin Schrottke
Kerstin Schrottke (* 1971 in Deutschland) ist eine deutsche Geologin und Hochschullehrerin.

## Wissenschaftliche Laufbahn
Kerstin Schrottke studierte von 1992 bis 1997 Geologie an der Christian-Albrechts-Universität zu Kiel und schloss dieses Studium mit dem Diplom ab. Während ihres Studiums durchlief sie die Ausbildung zur wissenschaftlichen Forschungstaucherin und -Einsatzleiterin am Forschungstauchzentrum der CAU. Nach ihrem Abschluss arbeitete sie bis 2001 als wissenschaftliche Mitarbeiterin am Institut für Geowissenschaften der Kieler Universität in der Arbeitsgruppe Küstengeologie. 2001 promovierte sie an der Math.-Nat. Fakultät der Christian-Albrechts-Universität zu Kiel. Zwischen 2001 und 2002 war sie wissenschaftliche Mitarbeiterin am Forschungs- und Technologiezentrum Westküste der CAU und arbeitete von 2002 bis 2007 als wissenschaftliche Mitarbeiterin am Marum an der Universität Bremen. Seit 2008 ist Kerstin Schrottke Leiterin der Arbeitsgruppe Meeresspiegelanstieg und Küstenerosion am Exzellenzcluster Ozean der Zukunft und Institut für Geowissenschaften der Universität Kiel.

## Forschungsinteressen
Kerstin Schrottke interessiert sich besonders für die Küstengelogie und dort insbesondere für Küstensysteme (Flussmündungen, Wattküsten, Steilküsten, sandige Brandungsküsten) ihre Dynamik (Hydrodynamik, Morphodynamik, Sedimentdynamik) und Entwicklung (Küstenerosion, Küstenschutz, Sedimentbilanzierungen), sowie die Bereiche der Sedimentologie (Sedimentstratigraphie) und Messtechnik (Hydroakustik).

## Ausgewählte Publikationen
- A. Bartholomä, K. Schrottke, C. Winter: Sand wave dynamics: Surfing between assumptions and facts. In: D. Parsons, T. Garlan, J. Best (Hrsg.): Marine and River Dune Dynamics. 2008, ISBN 978-2-11-097208-8, S. 17–24.
- K. Schrottke, F. Abegg: Near-Bed Suspended Sediment Dynamics in a Tidal Channel of the German Wadden Sea. In: Die Küste. Band 69, Nr. 7, 2005, S. 353–367.
- K. Schrottke: Neue Erkenntnisse zum Aufbau und zur Entwicklung des Nehrungssystems Graswarder bei Heiligenhafen (Westliche Ostsee). In: Meyniana. Band 51, 1999, S. 95–111.[1]